# Коинду
Коинду (англ. Koindu) — город на востоке Сьерра-Леоне, на территории Восточной провинции. Входит в состав округа Кайлахун.

## Географическое положение
Город находится в восточной части провинции, к югу от реки Макона, вблизи границ с Гвинеей и Либерией, на расстоянии приблизительно 312 километров к востоку от столицы страны Фритауна. Абсолютная высота — 351 метр над уровнем моря.

## Население
По данным переписи 1985 года численность населения города составляла 8 238 человек.
Динамика численности населения города по годам:
| 1974  | 1985  | 2013   |
| ----- | ----- | ------ |
| 4 956 | 8 238 | 16 751 |

В этническом составе населения преобладают представители народности кисси.

## Экономика и транспорт
Основу экономики города составляет добыча алмазов.
Ближайший аэропорт расположен в городе Воинджама.